# Parafurius
Parafurius is een geslacht van wantsen uit de familie van de Miridae (Blindwantsen). Het geslacht werd voor het eerst wetenschappelijk beschreven door Carvalho & China in 1951.

## Soorten
Het genus bevat de volgende soorten:

- Parafurius amapaensis Carvalho, 1989
- Parafurius auratus (Distant, 1884)
- Parafurius cunanianus Carvalho, 1984
- Parafurius diminutus Carvalho & Gomes, 1971
- Parafurius discifer (Stål, 1861)
- Parafurius pollutus (Distant, 1893)
- Parafurius schuhi Carvalho, 1985
- Parafurius unicolor Carvalho & Gomes, 1968